# Ljusdals BK
Ljusdals BK est un club de bandy basé à Ljusdal en Suède et formé 1943.

## Palmarès
- Championnat de Suède de bandy masculin (1)
  - Champion : 1975[1]